# Bataille d'Hernani

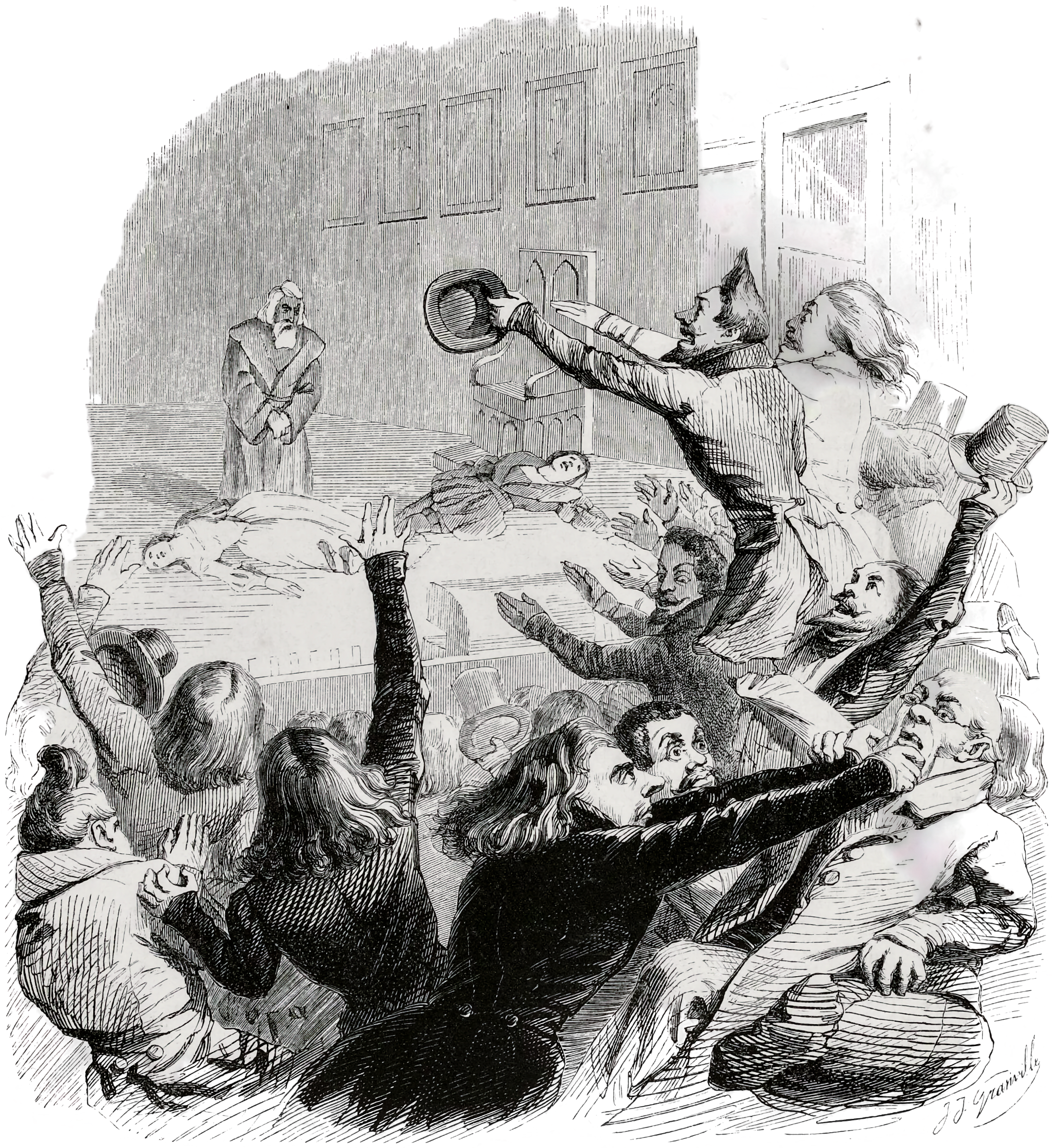
Caricature de Grandville intitulée Les Romains échevelés à la 1re représentation d'Hernani. Si le drame avait eu six actes, nous tombions tous asphyxiés.

Vous lisez un « bon article » labellisé en 2008.
La bataille d'Hernani est le nom donné à la polémique et aux chahuts qui entourèrent en 1830 les représentations de la pièce Hernani, drame romantique de Victor Hugo.
Héritière d'une longue série de conflits autour de l’esthétique théâtrale, la bataille d'Hernani, aux motivations politiques au moins autant qu'esthétiques, est restée célèbre pour avoir été le terrain d'affrontement entre les « classiques », partisans d'une hiérarchisation stricte des genres théâtraux, et la nouvelle génération des « romantiques » aspirant à une révolution de l'art dramatique et regroupée autour de Victor Hugo. La forme sous laquelle elle est généralement connue aujourd'hui est toutefois tributaire des récits qui en ont été donnés par les témoins de l'époque (Théophile Gautier principalement, qui portait à la Première le 25 février 1830 un gilet rouge qui par son caractère provocateur resterait dans l'histoire), mêlant vérité et légendes dans une reconstruction épique destinée à en faire l'acte fondateur du romantisme en France.

## Un siècle et demi de combats pour le théâtre

### S'extraire du carcan classique: vers le drame romantique

#### Critiques du classicisme au théâtre sous l'Ancien Régime
La lutte contre les dogmes esthétiques du classicisme, avec ses règles strictes et sa hiérarchisation rigide des genres théâtraux, débuta dès le XVIIe siècle, lorsque Corneille s'en prenait dans ses préfaces aux contraignantes codifications établies par les doctes se réclamant d'Aristote, ou encore avec la « grande comédie » qu'avait inventée Molière avec ses pièces en cinq actes et en vers (c'est-à-dire dans la forme usuelle de la tragédie) qui à la dimension comique ajoutait la critique de mœurs (Tartuffe, Le Misanthrope, L'École des femmes…).
Au siècle suivant, Marivaux contribua à accentuer cette forte subversion des genres en greffant une dimension sentimentale à la structure farcesque de ses pièces. Mais c'est avec Diderot qu'émergea l'idée d'une fusion des genres dans un type nouveau de pièces, idée qu'il devait développer dans ses Entretiens sur « le Fils naturel » (1757) et son Discours sur la poésie dramatique (1758) : considérant que la tragédie et la comédie classiques n'avaient plus rien d'essentiel à offrir au public contemporain, le philosophe appelait à la création d'un genre intermédiaire : le drame, qui soumettrait au public des sujets de réflexion contemporains. Quant à Beaumarchais, il expliqua dans son Essai sur le genre dramatique sérieux (1767) que le drame bourgeois offrait au public contemporain une moralité à la fois plus directe et plus profonde que l'ancienne tragédie.
Un nouveau palier fut franchi par Louis-Sébastien Mercier dans deux essais : Du théâtre ou Nouvel essai sur l'art dramatique (1773) et Nouvel examen de la tragédie française (1778). Pour Mercier, le drame devait choisir ses sujets dans l'histoire contemporaine, se débarrasser des unités de temps et de lieu, et surtout ne pas se cantonner à la sphère privée : l'utilité du drame passait alors du domaine de la morale individuelle à celui de la morale politique.
La critique existait également outre-Rhin, marquée notamment par l'essai de Lessing intitulé Dramaturgie de Hambourg (1767-1769, traduit en français en 1785). Pour le théoricien allemand, qui avait traduit et adapté la pièce de Diderot Le père de famille, la dramaturgie française, avec sa fameuse règle des trois unités, bien qu'elle prétendît s'inspirer du code antique, ne parvenait qu'à rendre artificielles et inadaptées à la réalité contemporaine des règles qui découlaient naturellement de la pratique théâtrale de leur époque, et notamment de la présence du chœur qui, figurant le peuple, « ne pouvait ni s'éloigner de ses habitations, ni s'en absenter qu'autant qu'on le peut faire d'ordinaire par simple curiosité ».

#### Les théoriciens romantiques

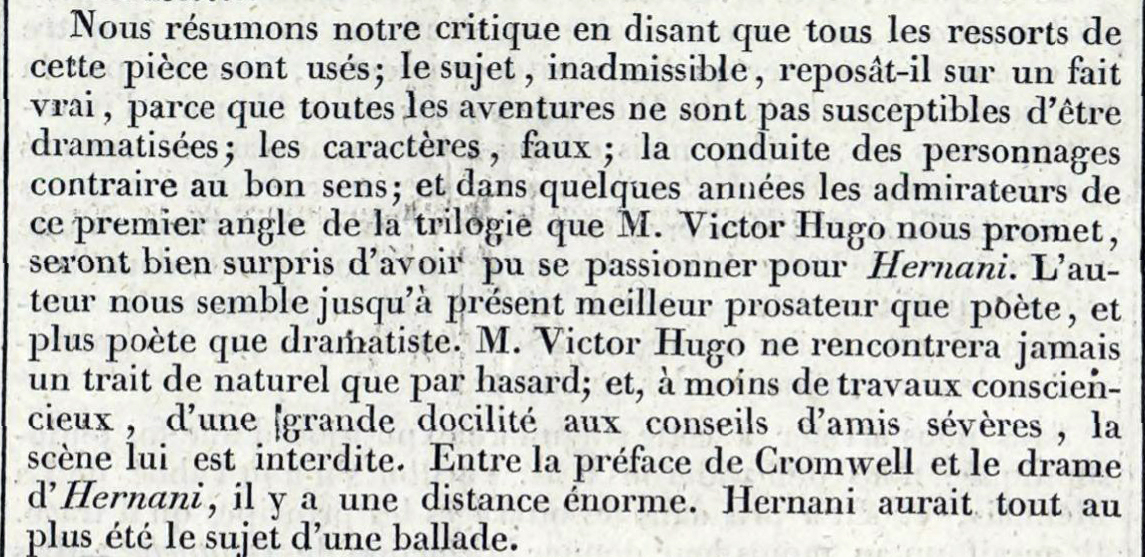
Conclusion du second article de Balzac sur la pièce. Le Feuilleton des journaux politiques, 7 avril 1830.

Après la Révolution française, c'est encore du côté de l'Allemagne que vint la critique, avec l'ouvrage, justement intitulé De l'Allemagne (1810), de Madame de Staël. Celle-ci y établissait l'existence de deux systèmes théâtraux en Europe : le système français, sur lequel régnait la tragédie classique, et le système allemand (dans lequel elle incluait Shakespeare), dominé par la tragédie historique. Le système français, expliquait-elle, par le choix des sujets tirés d'une histoire et d'une mythologie étrangères, ne pouvait remplir le rôle qui était celui de la tragédie historique « allemande », qui renforçait l'unité nationale par la représentation de sujets tirés, justement, de l'histoire nationale. Qui plus est, la tragédie classique française, qui ne s'intéressait pas au peuple et à laquelle le peuple ne s'intéressait pas, était par nature un art aristocratique, qui par là même renforçait encore la division sociale en la doublant d'une division des publics de théâtre. Mais si cette division sociale des publics de théâtre était la conséquence logique de la division sociale structurelle de la société monarchique, la grande poussée démocratique induite par la Révolution condamnait cette division à disparaître, et rendait du même coup caduc le système esthétique qui en était l'émanation.
Guizot avec son essai sur Shakespeare de 1821 et surtout Stendhal avec les deux parties de Racine et Shakespeare (1823 et 1825) défendirent des idées similaires, le dernier poussant plus loin encore la logique d'une dramaturgie nationale : si pour Madame de Staël l'alexandrin devait disparaître du nouveau genre dramatique, c'est parce que le vers bannissait du théâtre « une foule de sentiments » et qu'il interdisait « de dire qu'on entre ou qu'on sort, qu'on dort ou qu'on veille, sans qu'il faille chercher pour cela une tournure poétique », Stendhal le rejetait pour son inaptitude à rendre compte du caractère français : « il n'y a rien de moins emphatique et de plus naïf » que celui-ci, expliquait-il. Aussi « l'emphase de l'alexandrin convient à des protestants, à des Anglais, même un peu aux Romains, mais non, certes, aux compagnons d'Henri IV et de François Ier ». Par ailleurs, Stendhal s'insurgeait contre le fait que l'esthétique au théâtre demeurât au XIXe siècle ce qu'elle avait été aux deux siècles précédents : « De mémoire d'historien, jamais peuple n'a éprouvé, dans ses mœurs et dans ses plaisirs, de changement plus rapide et plus total que celui de 1770 à 1823 ; et l'on veut nous donner toujours la même littérature ! »
Par ailleurs, Alexandre Dumas, qui se flattait d’avoir, avec sa pièce Henri III, remporté « le Valmy de la révolution littéraire » souligne que les comédiens français, pris dans leurs habitudes, se montraient incapables de passer du tragique au comique comme l’exigeait la nouvelle écriture du drame romantique. Leur insuffisance était manifeste lorsqu’il s’agissait de jouer le théâtre de Hugo chez qui, explique Dumas, « le comique et le tragique se touchent sans nuances intermédiaires, ce qui rend l’interprétation de sa pensée plus difficile que s’il […] se donnait la peine d’établir une gamme ascendante ou descendante. »

#### La préface deCromwell
En décembre 1827, Victor Hugo fit paraître à Paris un important texte théorique en guise de justification de sa pièce Cromwell, éditée quelques semaines plus tôt, et dont l'histoire littéraire se souviendrait sous le titre de « Préface de Cromwell ». Écrite au moins partiellement pour répondre aux thèses de Stendhal, elle proposait une vision nouvelle du drame romantique. Certes, Shakespeare était encore glorifié, comme étant la synthèse de ces trois grands génies que furent Corneille, Molière et Beaumarchais, les unités de temps et de lieu étaient perçues comme accessoires (l'utilité de l'unité d'action était en revanche réaffirmée), Hugo retrouvant l'argument de Lessing qui trouvait absurdes les vestibules, péristyles et antichambres dans lesquels, paradoxalement au nom de la vraisemblance, se déroulait l'action de la tragédie. Quant à la théorie des trois âges de la littérature (primitif, antique et moderne), elle était si peu originale qu'on a pu la qualifier de « vraie "tarte à la crème" des littérateurs du temps ». Ce qui en revanche faisait l'originalité de l'essai, c'était le caractère central qu'y occupait l'esthétique du grotesque : son alliance avec le sublime en faisait le trait distinctif du « génie moderne, si complexe, si varié dans ses formes, si inépuisable dans ses créations », et, puisque cette alliance n'était pas permise par la séparation stricte des genres théâtraux dans la hiérarchie classique, qui réservait le sublime à la tragédie et le grotesque à la comédie, cette hiérarchie, inapte à produire des œuvres conformes au génie de l'époque, devait laisser la place au drame, capable d'évoquer dans une même pièce le sublime d'un Ariel et le grotesque d'un Caliban. L'alliance entre le grotesque et le sublime ne devait toutefois pas être perçue comme une alliance artificielle qui s'imposerait aux artistes à la manière d'un nouveau code dramatique : il découlait au contraire de la nature même des choses, l'Homme portant en lui ces deux dimensions. Ainsi Cromwell était-il à la fois un Tibère et un Dandin.
À l'opposé de Stendhal, Hugo préconisait pour le drame romantique le recours à la versification plutôt qu'à la prose : cette dernière était perçue comme étant l'apanage d'un théâtre historique militant et didactique qui se voulait sans doute populaire et qui rabaissait l'art à la seule dimension de l'utilitaire. Autrement dit, un théâtre bourgeois. Le vers lui semblait au contraire la langue idéale pour un drame envisagé non pas tant comme un miroir de la nature que comme un « miroir de concentration » qui amplifie l'effet des objets qu'il reflète, faisant « d'une lueur une lumière, d'une lumière une flamme ». Mais ce vers qui « communique son relief à des choses qui, sans lui, passeraient pour insignifiantes et vulgaires » n'était pas le vers classique : il revendiquait pour lui-même toutes les ressources et toutes les souplesses de la prose, « pouvant parcourir toute la gamme poétique, allant de haut en bas, des idées les plus élevées aux plus vulgaires, des plus bouffonnes aux plus graves, des plus extérieures aux plus abstraites ». Il ne craignait pas de pratiquer « l'enjambement qui l'allonge », qu'il préférait à « l'inversion qui l'embrouille ».
Ce manifeste du drame romantique fut diversement reçu, suivant l'âge de ses lecteurs : « il irritait ses aînés, ses contemporains l'aimaient, ses cadets l'adoraient », explique le biographe de Hugo, Jean-Marc Hovasse. Pour ces derniers, la pièce et sa préface faisaient presque figure de Bible. En 1872, Théophile Gautier se souviendrait que, pour ceux de sa génération, la préface de Cromwell « rayonnait à [leurs] yeux comme les tables de la Loi sur le Sinaï, et [que] ses arguments [leur] semblaient sans réplique ». En revanche, l'esthétique qu'elle prônait éloignait « définitivement le romantisme de la Société royale des Bonnes-Lettres et, partant, du gouvernement de Charles X. »

### Des représentations chahutées

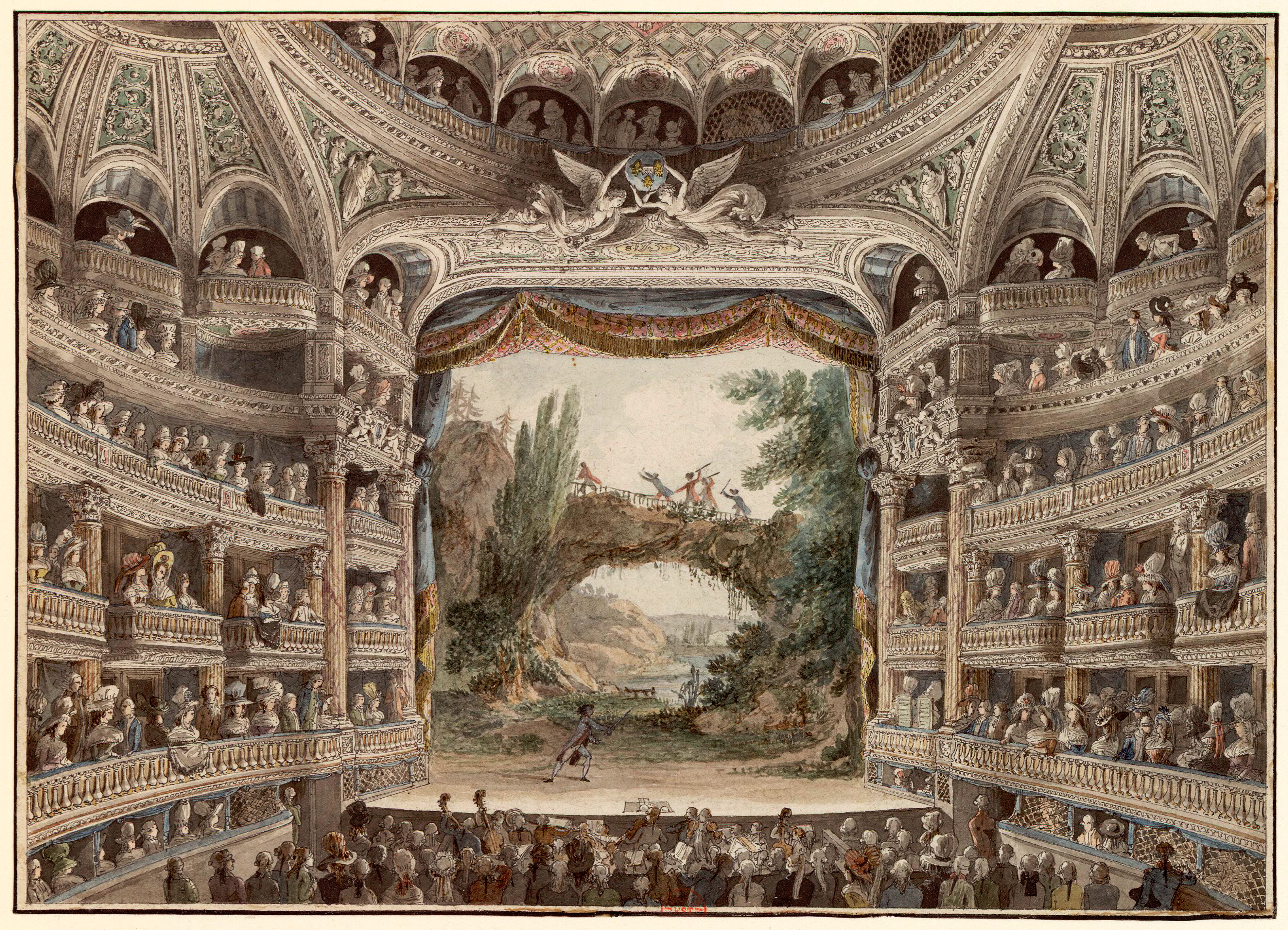
La salle du Théâtre-Français (dessin d'A. Meunier, XVIIIe siècle).

Les grands chahuts autour des représentations théâtrales, dont la plus célèbre incarnation serait constituée par Hernani, débutèrent en 1789, avec Charles IX ou la Saint-Barthélémy de Marie-Joseph Chénier. Il fut question de l'interdire, ce qui provoqua de virulents échanges entre les partisans et les détracteurs de la pièce. Querelle d'abord interne aux comédiens-français, elle opposa bientôt « les patriotes au "Parti de la Cour", l'assemblée au roi, la Révolution à la contre-révolution ». Dans ce conflit, déjà, les positions des uns et des autres étaient surdéterminées par leurs convictions politiques. Chénier était conscient lui-même de la portée idéologique du conflit et de la place stratégique du théâtre, lui qui écrivait dans « l'épitre dédicatoire » de sa pièce que, « si les mœurs d'une nation forment d'abord l'esprit de ses ouvrages dramatiques, bientôt ses ouvrages dramatiques forment son esprit ». La pièce fut finalement représentée en novembre 1789, avec le tragédien François-Joseph Talma dans le rôle principal. Assistant à la Première, Danton aurait eu ce mot révélateur : « si Figaro a tué la noblesse, Charles IX tuera la royauté ». Trois ans plus tard, en janvier 1793, la représentation de L'Ami des lois de Jean-Louis Laya provoqua des remous encore plus graves : ce furent les canons de la Commune qui en interdirent les représentations. Déjà à cette époque on observait que les chahuts étaient le fait de groupes de spectateurs qui avaient parfois organisé au préalable leur manifestation.
Mais si le sujet de ces pièces était suffisamment audacieux pour provoquer des conflits parfois violents, leur forme restait académique ; avec Christophe Colomb, représenté en 1809 au théâtre de l'Odéon (alors appelé théâtre de l'Impératrice), le dramaturge Népomucène Lemercier entreprit en revanche de s'affranchir des unités de temps et de lieu, de mêler les registres (comique et pathétique), enfin de se permettre des libertés avec les règles de la versification classique : à la première de la pièce, les spectateurs, médusés, ne réagirent pas. En revanche, dès la seconde représentation, le public, majoritairement composé d'étudiants hostiles aux libertés prises par l'auteur avec les canons classiques, provoqua des heurts suffisamment violents pour que des grenadiers investissent la salle, baïonnette au fusil. Un spectateur trouva la mort, trois cents étudiants furent arrêtés et incorporés de force dans l'armée.
Au cours de la Restauration, les « batailles » autour du théâtre consacrèrent largement la victoire des partisans de la modernité esthétique : Trente ans ou la vie d'un joueur de Victor Ducange et Dinaux (1827), qui racontait l'histoire de la vie d'un homme à travers l'évocation de trois journées décisives de son existence, obtint un succès considérable au théâtre de la Porte-Saint-Martin. Pour le critique du Globe, journal libéral, Trente ans marquait la fin du classicisme au théâtre, et il s'en prenait aux tenants de cette esthétique : « Pleurez sur vos chères unités de temps et de lieu : les voilà encore une fois violées avec éclat […] c'en est fait de vos productions compassées, froides et plates. Le mélodrame les tue, le mélodrame libre et vrai, plein de vie et d'énergie, tel que le fait M. Ducange, tel que le feront nos jeunes auteurs après lui. » En 1829, Alexandre Dumas triompha avec Henri III et sa cour, drame en cinq actes et en prose, qu'il parvint à imposer à la Comédie-Française. En mai 1829, la tragédie « semi-romantique » en vers de Casimir Delavigne, Marino Faliero (inspirée de Byron), obtint un succès triomphal, alors que sur plusieurs aspects, elle n'était pas moins novatrice qu’Hernani. Mais elle était présentée au théâtre de la Porte-Saint-Martin, et non au Théâtre-Français, qui serait pour Hugo la forteresse à conquérir. Enfin, si l'adaptation par Alfred de Vigny d'Othello ou le Maure de Venise de Shakespeare ne fut qu'un demi-succès, elle ne causa pas l'émoi qu'avait suscité, sept ans plus tôt, la venue d'une troupe de comédiens anglais qui avait été obligée de jouer sous les huées et les projectiles du public (une comédienne avait même été blessée). Il y eut néanmoins quelques esclandres, liés principalement à l'emploi d'un vocabulaire trivial jugé incompatible avec l'utilisation de la versification (le mot « mouchoir », notamment, sur lequel se focalisèrent les critiques.
Néanmoins, malgré toutes ces batailles gagnées au cours des dernières années précédant 1830, il revenait à Victor Hugo d'en mener une nouvelle, pour donner droit de cité à sa propre esthétique, qui mettrait sur la scène du Théâtre-Français, non plus une œuvre en prose, comme l'avait fait Dumas, mais un drame en vers qui revendiquerait pour lui-même l'héritage de tous les prestiges de la tragédie, qu'il s'agisse du grand style, ou de la capacité qu'avaient les grands dramaturges classiques de poser les problèmes du pouvoir.

### Les théâtres à la Restauration

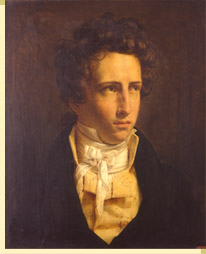
Le baron Taylor, Commissaire royal du Théâtre-Français en 1830.

Un décret de 1791 sur les spectacles autorisait tout citoyen qui le souhaitait « à élever un théâtre public et à y faire représenter des pièces de tous les genres ». En conséquence de quoi les scènes se multiplièrent à Paris entre la Révolution et la Restauration (malgré un coup d'arrêt sous l'Empire). Elles se divisaient en deux grandes catégories : d'un côté l'Opéra, le Théâtre-Français et l'Odéon, subventionnés par les autorités, et de l'autre les théâtres privés, qui ne vivaient que grâce à leurs recettes. Parmi ces derniers, le principal lieu de diffusion de l'esthétique romantique était le théâtre de la Porte-Saint-Martin, où seraient joués la plupart des drames de Dumas ainsi que plusieurs pièces de Hugo, au milieu de vaudevilles et de mélodrames.
Le plus prestigieux des lieux de représentation officiels, le Théâtre-Français, comptait 1 552 places (qui valaient entre 1,80 et 6,60 francs) et avait pour vocation de promouvoir et de défendre le grand répertoire dramatique : Racine, Corneille, Molière, Marivaux parfois, Voltaire et ses continuateurs néo-classiques : il était explicitement subventionné pour cette mission. La subvention fonctionnait alors comme un auxiliaire de la censure : « la subvention, c'est la sujétion », écrirait Victor Hugo en 1872.
Le Théâtre-Français était depuis 1812 soumis à un régime particulier : il n'avait pas de directeur et était dirigé par une communauté de sociétaires, elle-même dirigée par un commissaire royal : en 1830, celui-ci était un homme qui, autant que faire se pouvait, soutenait la nouvelle esthétique romantique : le baron Isidore Taylor. Ce fut lui qui permit à Hugo de monter Hernani sur la scène du Théâtre-Français.
Le principal atout du Théâtre-Français était la troupe de comédiens qui lui était attachée, et qui était la meilleure de Paris : elle excellait, notamment, dans la diction du vers classique. Ils ne pouvaient en revanche, en ce qui concernait l'interprétation du drame nouveau, rivaliser avec les grands acteurs du théâtre de la Porte-Saint-Martin, un Frédérick Lemaître ou une Marie Dorval. Mais, et ce serait l'un des problèmes majeurs auquel seraient confrontés les dramaturges romantiques, quand bien même ils parviendraient à faire accepter leurs pièces par le Théâtre-Français : il leur serait pratiquement impossible d'y faire admettre dans le même temps leurs acteurs, ceux qui étaient les mieux à même de défendre ces pièces.
Néanmoins, malgré la qualité de leurs acteurs, malgré aussi le recrutement par le baron Taylor du décorateur Ciceri, qui révolutionna l'art du décor au théâtre, les représentations au Théâtre-Français se déroulaient devant des salles presque vides, tant il était notoire que l'on s'y ennuyait à « écouter de pompeux déclamateurs réciter avec méthode de longs discours », ainsi que l'écrivait en 1825 un rédacteur du Globe, journal il est vrai peu favorable aux néo-classiques. Conséquence de ce désaveu du public pour une esthétique dramatique qui n'était plus en phase avec les goûts de l'époque, la situation financière du Théâtre-Français était calamiteuse : quand une représentation coûtait en moyenne 1 400 francs, il n'était pas rare que les recettes ne dépassassent pas 150 ou 200 francs, à partager en 24 parts, dont 22 destinées aux comédiens. Aussi la survie du Théâtre-Français dépendait-elle directement des subventions publiques qu'il recevait ; sauf s'il jouait des pièces romantiques qui, elles, faisaient recette. Conscients de la situation, les principaux fournisseurs du Théâtre-Français en pièces nouvelles, les auteurs de tragédies néo-classiques adressèrent-ils en janvier 1829 une pétition à Charles X afin qu'il interdît la représentation en ce lieu du drame romantique. Le roi refusa d'accéder à leur requête. Hugo pouvait donc y tenter sa chance.

## Victor Hugo en 1830

### DeMarion de LormeàHernani

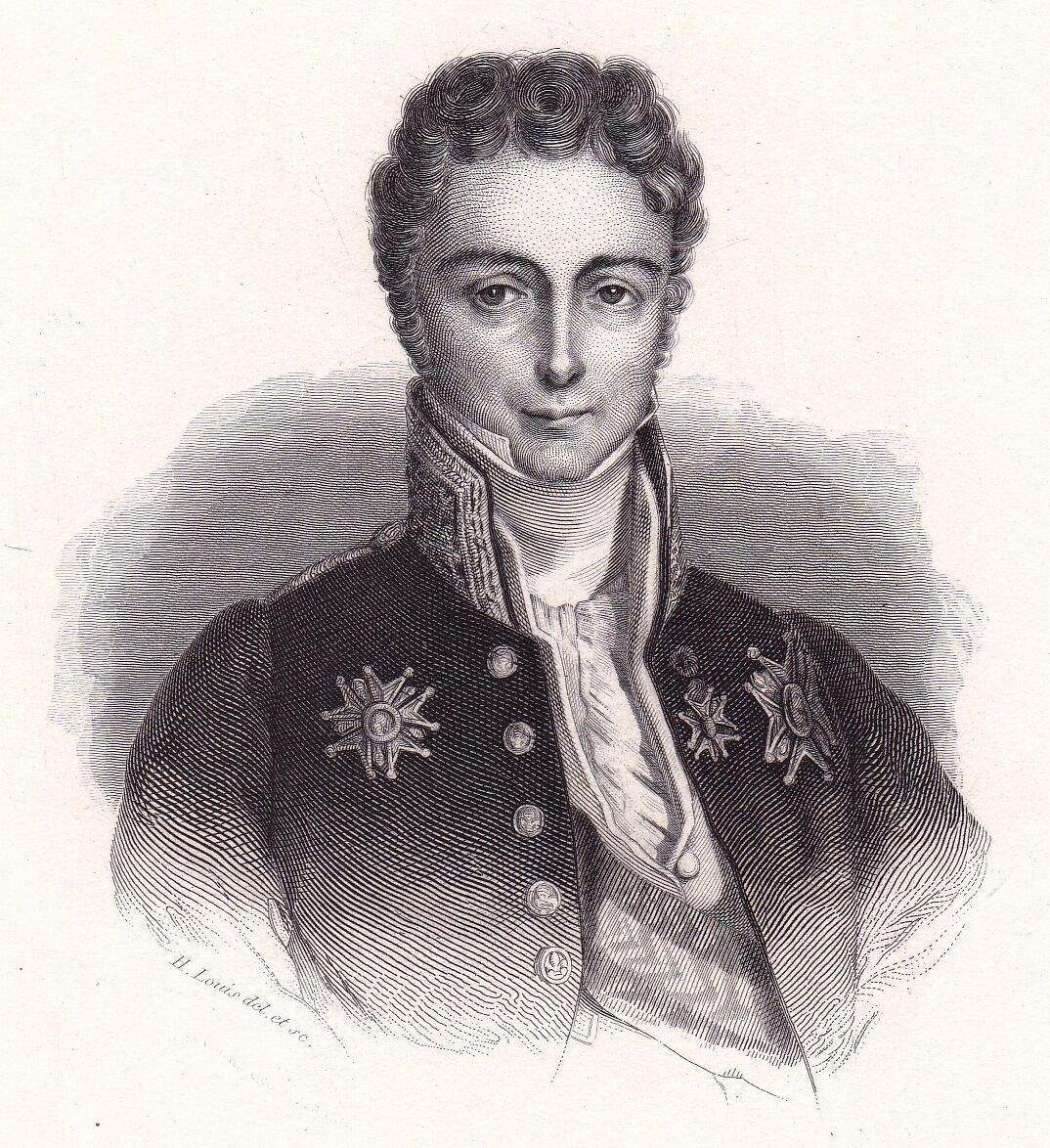
Le vicomte de Martignac, censeur de Marion de Lorme (gravure extraite du Livre des orateurs (1836) de Louis Marie de Lahaye Cormenin)

Marion de Lorme, pièce écrite en un mois en juin 1829, avait été acceptée à l'unanimité par les comédiens du Théâtre-Français et devait donc être le premier drame romantique, en vers comme le préconisait la préface de Cromwell, à être représenté sur cette scène prestigieuse. Mais c'était sans compter sur la commission de censure, présidée par Charles Brifaut, qui décida d'interdire les représentations de la pièce. Hugo demanda, et obtint, un entretien avec le vicomte de Martignac, ministre de l'Intérieur de Charles X, qui était personnellement intervenu pour faire interdire la pièce. Mais, bien qu'il passât pour un modéré adepte de la politique du « juste milieu », ce dernier refusa de casser la décision du comité de censure : la situation politique était délicate et la représentation sur la scène d'une fable qui donnait de Louis XIII l'image d'un monarque moins intelligent que son bouffon et dominé par son ministre était de nature à échauffer les esprits. D'autant que l'on connaissait, depuis Le Mariage de Figaro, l'effet qu'une pièce de théâtre pouvait avoir sur le public (la pièce de Beaumarchais avait d'ailleurs plusieurs années été interdite de représentation durant la Restauration). Une entrevue avec Charles X n'obtint pas davantage de résultat. La pièce ne serait pas jouée. En revanche, on offrit à Hugo de tripler le montant de la pension qu'il recevait du roi. Il refusa, avec un certain mépris, cette proposition de conciliation. Et il se remit au travail en vue d'écrire une nouvelle pièce.
Le temps pressait : le Henri III de Dumas avait déjà triomphé sur la scène du Théâtre-Français et Vigny s'apprêtait à y monter son adaptation d'Othello. L'auteur de la préface de Cromwell ne pouvait se permettre de passer au second plan et de laisser le devant de la scène à des dramaturges qui, bien qu'ils fussent ses amis, n'en étaient pas moins des rivaux qui menaçaient, de l'intérieur de son camp, la position dominante de Victor Hugo.
Hugo entreprit alors d'écrire un nouveau drame, situé cette fois en Espagne, mais qui, malgré (ou grâce à) ce déplacement géographique stratégique, serait politiquement encore plus dangereux que Marion de Lorme. Il ne s'agirait plus de décrire la fin du règne de Louis XIII, mais l'avènement de Charles Quint comme empereur : davantage encore que Cromwell, Don Carlos évoquerait Napoléon.
Écrit tout aussi rapidement que Marion de Lorme (entre le 29 août et le 24 septembre 1829), Hernani fut lu devant un public d'une soixantaine d'amis de l'auteur et fut acclamé. Cinq jours plus tard, le Théâtre-Français acceptait la pièce à l'unanimité. Mais il fallait encore que la commission de censure rendît un avis favorable, ce qui était d'autant moins certain que le gouvernement modéré de Martignac avait été remplacé par celui du prince de Polignac. Ce nouveau gouvernement, représentatif des courants les plus ultras de la monarchie, provoqua des remous jusque chez les royalistes : Chateaubriand en fut stupéfait et, en guise de protestation, démissionna de sa charge d'ambassadeur à Rome.
Toutefois, lors de l'affaire de la censure de Marion de Lorme, la presse avait pris fait et cause pour Hugo : interdire coup sur coup deux pièces du dramaturge pouvait se révéler politiquement contre-productif. Aussi la commission de censure, toujours présidée par Brifaut, se contenta-t-elle de quelques remarques, imposant des suppressions et des aménagements mineurs, notamment pour les passages dans lesquels la monarchie était trop évidemment traitée à la légère (la réplique au cours de laquelle Hernani s'écrie : « Crois-tu donc que les rois à moi me sont sacrés ? » provoqua par exemple quelques remous au sein de la commission). Pour le reste, le rapport de la commission de censure indiqua qu'il lui semblait plus judicieux, quoique la pièce abondât en « inconvenances de toute nature », de la laisser représenter, afin que le public vît « jusqu'à quel point d'égarement peut aller l'esprit humain affranchi de toute règle et de toute bienséance ».

### Les répétitions

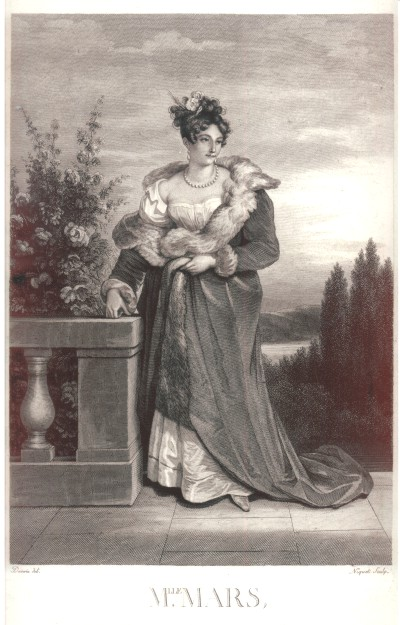
Anne-Françoise-Hippolyte Boutet (Mademoiselle Mars) vers 1820 (gravure de Claude Niquet)

Hernani pouvait donc être représenté sur la scène du Théâtre-Français, interprété par les meilleurs comédiens de la troupe. Conformément aux usages de l'époque, les rôles étaient distribués sans que soit pris en compte le rapport entre l'âge des acteurs et l'âge supposé des personnages. Ainsi, Firmin, âgé de 46 ans, interpréterait Hernani, censé être âgé de 20 ans. Mademoiselle Mars (51 ans) serait dona Sol (17 ans), tandis que Michelot (46 ans) jouerait le rôle de don Carlos (19 ans)
En règle générale, la fonction spécifique de metteur en scène n'existant pas (elle apparaîtrait en Allemagne, avec Richard Wagner), c'étaient les comédiens eux-mêmes qui inventaient leurs rôles et créaient leurs effets. La conséquence en était que, très vite, chaque comédien se spécialisait dans un type particulier de rôle. Victor Hugo, qui manifestait pour la matérialité de la représentation de son œuvre un intérêt beaucoup plus grand que ses confrères dramaturges, s'impliquait dans la préparation scénique de ses pièces, en choisissait lui-même (lorsqu'il en avait la possibilité) la distribution et dirigeait les répétitions. Cette pratique, qui contrastait avec les usages habituels, provoqua quelques tensions avec les comédiens au début du travail sur Hernani.
Alexandre Dumas a donné un récit truculent de ces répétitions et, notamment, de la querelle entre l'auteur et l'actrice qui trouvait ridicule le vers où elle disait à Firmin « Vous êtes mon lion, superbe et généreux », qu'elle souhaitait remplacer par « Vous êtes Monseigneur vaillant et généreux ». Cette métaphore animalière, si elle n'était pas inédite dans le théâtre classique (on la retrouve dans Esther de Racine et dans L'Orphelin de la Chine de Voltaire), avait en effet pris dans le premier tiers du XIXe siècle une connotation juvénile dont la comédienne estimait qu'elle convenait bien peu à son partenaire de jeu,. Tous les jours, la comédienne revenait à la charge et, tous les jours, imperturbable, l'auteur défendait son vers et refusait le changement, jusqu'au jour de la première représentation, où Mademoiselle Mars prononça, contre l'avis de Hugo, « Monseigneur » en lieu et place de « mon lion ». En réalité, il est probable que la comédienne avait réussi à convaincre le dramaturge d'opérer cette modification, pour ne pas donner prise aux quolibets : c'est en effet « Monseigneur », et non « mon lion », qui était écrit sur le manuscrit du souffleur.

### La cabale contreHernani
Si les adversaires d'Hernani connaissaient le « lion superbe et généreux », c'est parce qu'il y avait eu des fuites dans la presse, qui en avait publié une partie : c'était Brifaut lui-même qui, ayant conservé une copie du texte soumis à la commission de censure, l'avait divulgué. Et, pour que le public vît bien « jusqu'à quel point d'égarement » s'était aventuré Hugo, on lui montra des vers tronqués. C'est ainsi, par exemple, que la réplique où dona Sol s'exclame : « Venir ravir de force une femme la nuit ! » était devenue : « Venir prendre d'assaut les femmes par derrière ! ». Hugo écrivit une lettre de protestation contre ce manquement si manifeste au devoir de réserve, sans beaucoup de résultat.
Hugo n'avait pas seulement comme ennemis les défenseurs du gouvernement réactionnaire de Polignac : à l'autre bout de l'échiquier politique, les libéraux se méfiaient de l'ancien « ultra », qui avait commencé à se rapprocher d'eux à la fin de l'année 1829, tout en ne cachant pas sa fascination pour Napoléon. Le principal organe du parti libéral, le journal Le National d'Adolphe Thiers, farouchement opposé à Charles X, serait l'un des plus virulents contempteurs de la pièce. Par ailleurs, les adversaires esthétiques de Hugo, les dramaturges néo-classiques, étaient eux aussi libéraux et ils se livraient à un travail de sape auprès des comédiens, qu'ils entreprenaient de démotiver.
Nombreux étaient alors ceux qui pensaient que la pièce ne passerait pas la première, et l'on s'arrachait les places de cette unique représentation. Hugo, de son côté, avait réglé à sa façon le problème de la « claque », groupe de spectateurs payés pour applaudir aux endroits stratégiques des pièces, qui saluait l'entrée des artistes et qui était éventuellement chargé d'expulser les spectateurs turbulents. Or, la claque était composée de proches des dramaturges classiques, leurs clients habituels, et était donc peu susceptible de soutenir avec tout l'enthousiasme souhaité la pièce de leur ennemi. Aussi Hugo décida-t-il de se passer de leurs services et de recruter sa propre claque.

### L'armée romantique

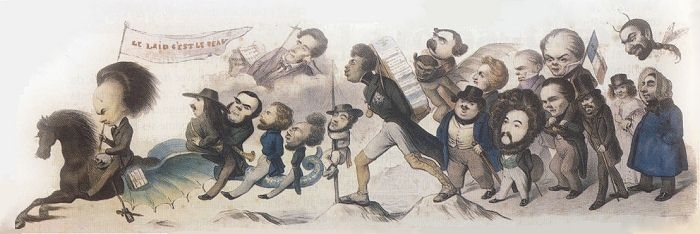
Victor Hugo à la tête de l'armée romantique. Le Grand chemin de la postérité, caricature de Benjamin Roubaud (1842)

Le recrutement de la claque romantique s'effectua dans les ateliers de peinture et de sculpture, auprès de leurs étudiants, auxquels s'associèrent de jeunes littérateurs et musiciens. Ce sont eux qui, avec leurs costumes excentriques, leurs chevelures hirsutes et leurs plaisanteries macabres, feraient sensation au milieu du public policé du Théâtre-Français. Du sein de cette nouvelle génération qui composa « l'armée romantique » lors des représentations d'Hernani, émergeraient les noms de Théophile Gautier, Gérard de Nerval, Hector Berlioz, Petrus Borel, etc. Tous ceux-là étaient favorables à Hugo, soit pour avoir adhéré aux thèses de la préface de Cromwell, soit parce qu'il s'agissait d'un auteur qui était en butte à la censure du gouvernement. La dimension générationnelle se superposait d'ailleurs à cette dimension politique : de jeunes révolutionnaires s'opposaient à un gouvernement gérontocratique composé d'anciens émigrés revenus d'exil « sans avoir rien appris ni rien oublié » comme le disait un mot de l'époque, qui voulait la perte d'une pièce dans laquelle c'était justement un vieillard qui condamnait à mort de jeunes époux.
Ce groupe de plusieurs centaines de personnes fut plus tard nommé par Théophile Gautier « l'armée romantique », dans une référence explicite à l'épopée napoléonienne :

« Dans l'armée romantique comme dans l'armée d'Italie tout le monde était jeune.

Les soldats pour la plupart n'avaient pas atteint leur majorité, et le plus vieux de la bande était le général en chef, âgé de vingt-huit ans. C'était l'âge de Bonaparte et de Victor Hugo à cette date ».

La métaphore politico-militaire de Gautier n'était ni arbitraire, ni inédite : le parallèle entre le théâtre et la Cité dans leur lutte contre les systèmes et les contraintes de l'ordre établi, réunis en 1825 dans la formule lapidaire du critique du Globe Ludovic Vitet (« le goût en France attend son 14 juillet ») était l'un des topoï d'une génération de littérateurs et d'artistes qui prenait dans la révolution politique son modèle stratégique, et qui usait volontiers du langage militaire : « la brèche est ouverte, nous passerons », avait dit Hugo après le succès du Henri III de Dumas.
Avant la première représentation d'Hernani, la « claque » fut réunie. À chacun de ses membres fut distribué un billet d'invitation nominatif (le baron Taylor craignait que certains d'entre eux ne fussent revendus) de couleur rouge sur lequel était écrit le mot Hierro (« le fer », en espagnol), qui devait constituer leur signe de ralliement, comme il constituait le cri de guerre des Almogavares dans Les Orientales. Hugo aurait prononcé un discours dans lequel étaient à nouveau mêlées considérations esthétiques, politiques et militaires :

« La bataille qui va s'engager à Hernani est celle des idées, celle du progrès. C'est une lutte en commun. Nous allons combattre cette vieille littérature crénelée, verrouillée […] Ce siège est la lutte de l'ancien monde et du nouveau monde, nous sommes tous du monde nouveau ».

Florence Naugrette, spécialiste de la littérature hugolienne, a montré qu'en réalité ce discours a été réinventé en 1864.

## Le récit de la «bataille d'Hernani»

### 25 février 1830: le triomphe de la Première

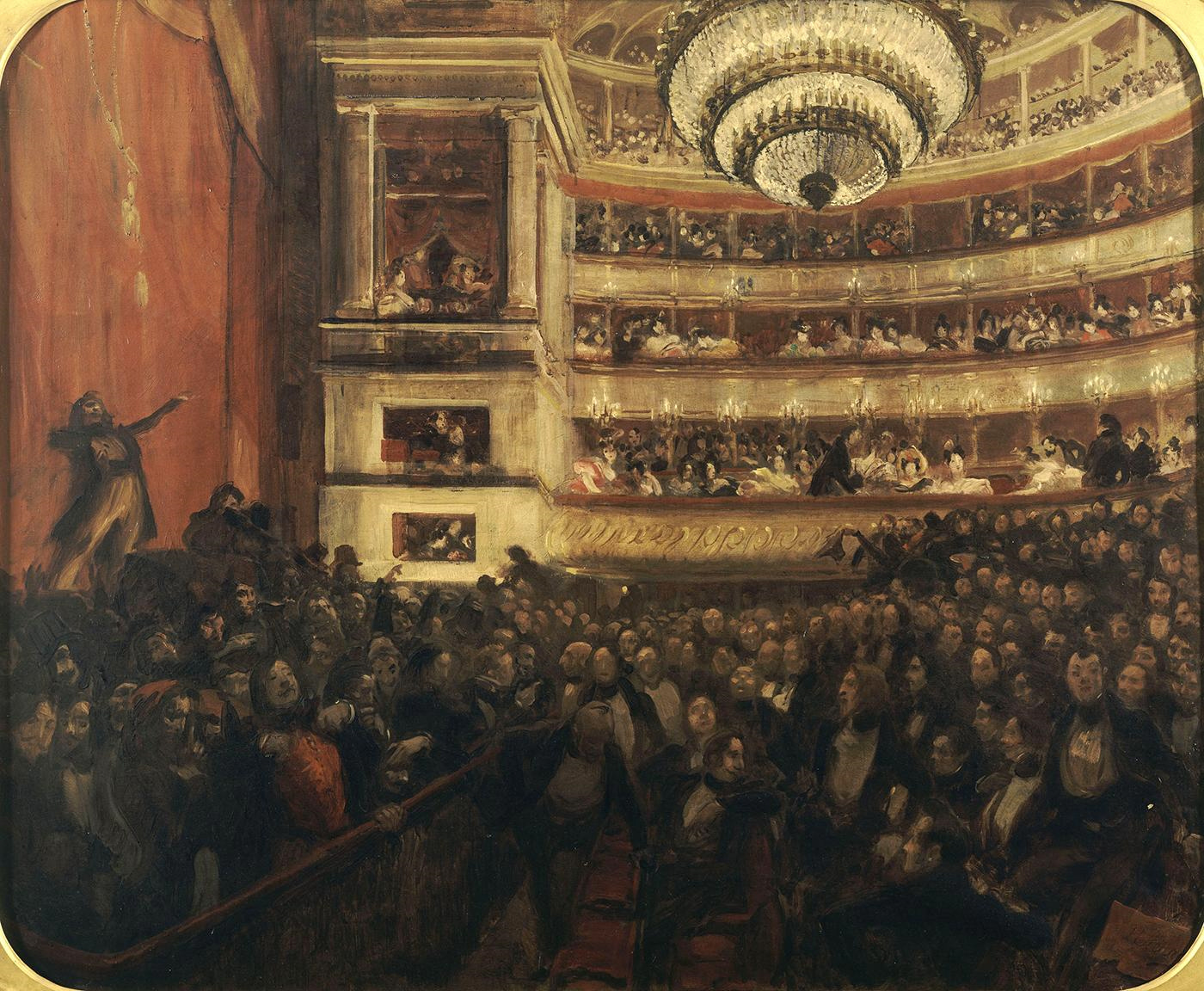
La Première d'Hernani, 1830,	huile sur toile d'Albert Besnard, maison de Victor Hugo, 1903.

Le 25 février, les partisans de Hugo (dont Théophile Gautier qui, par « mépris de l’opinion et du ridicule », portait les cheveux longs et un gilet rouge ou rose resté célèbre) furent devant le Théâtre-Français dès treize heures : ils faisaient la queue devant la porte latérale du théâtre, que le préfet de police avait ordonné de fermer à quinze heures. On espérait à la préfecture que des échauffourées éclateraient, obligeant à disperser cette foule de jeunes gens anticonformistes. Les employés du théâtre contribuaient à leur façon à aider les forces de l'ordre, en bombardant les romantiques d'ordures depuis les balcons (c'est à cette occasion que la légende veut que Balzac ait reçu un trognon de chou en pleine figure). Mais ces derniers restèrent stoïques et entrèrent dans le théâtre, avant que les portes ne se refermassent sur eux. Il leur restait quatre heures à attendre dans le noir avant que n'arrivent les autres spectateurs.  Hugo, depuis le trou des acteurs percé dans le rideau de la scène, observait ses troupes sans se montrer. Lorsque les autres spectateurs pénétrèrent à leur tour dans les loges, ils ne furent pas peu surpris du spectacle qu'offrait la troupe des romantiques étalée en contrebas. Mais bientôt le rideau se leva. Le décor représentait une chambre à coucher.
Le public se partageait donc entre les partisans de Victor Hugo, ses adversaires, et les curieux venus assister à cette première qui partout était annoncée comme étant la dernière d'une pièce dont on avait tant parlé. Ce jour-là, ce furent les premiers qui triomphèrent. La longue tirade de Don Gomez dans la galerie des portraits de ses ancêtres (Acte III, scène VI), qu'on attendait de pied ferme, avait été raccourcie de moitié, si bien que, pris de court, les adversaires de Hugo n'eurent pas le temps de passer des murmures aux sifflets. Le « j'en passe et des meilleurs » par lequel il y était mis un terme devint proverbial. Le monologue de Don Carlos devant le tombeau de Charlemagne fut acclamé ; les somptueux décors du cinquième acte impressionnèrent le public dans son ensemble. À la fin de la pièce, les ovations succédèrent aux ovations, les acteurs furent acclamés, le dramaturge porté en triomphe jusque chez lui. Des années plus tard, Gautier écrirait :

« 25 février 1830 ! Cette date reste écrite dans le fond de notre passé en caractères flamboyants : la toute première représentation d'Hernani ! Cette soirée décida de notre vie ! Là nous reçûmes l'impulsion qui nous pousse encore après tant d'années et qui nous fera marcher jusqu'au bout de notre carrière ».

Ce jour-là, la recette au Théâtre-Français fut de 5 134 francs, soit 14 170 euros de 2022. Phèdre, représenté la veille, n'avait rapporté que 450 francs. La légende veut que le soir-même de cette représentation, et alors que celle-ci n'était pas encore achevée, Victor Hugo ait vendu les droits de publication de la pièce à l'éditeur Mame pour 6 000 Francs, et que le contrat en aurait été signé sur une table de café. En réalité, c'est le 2 mars que Hugo, après quelques hésitations quant au choix de l'éditeur, permit à Mame d'éditer Hernani (dont le texte était sensiblement différent de celui que nous connaissons aujourd'hui).

### Des représentations mouvementées

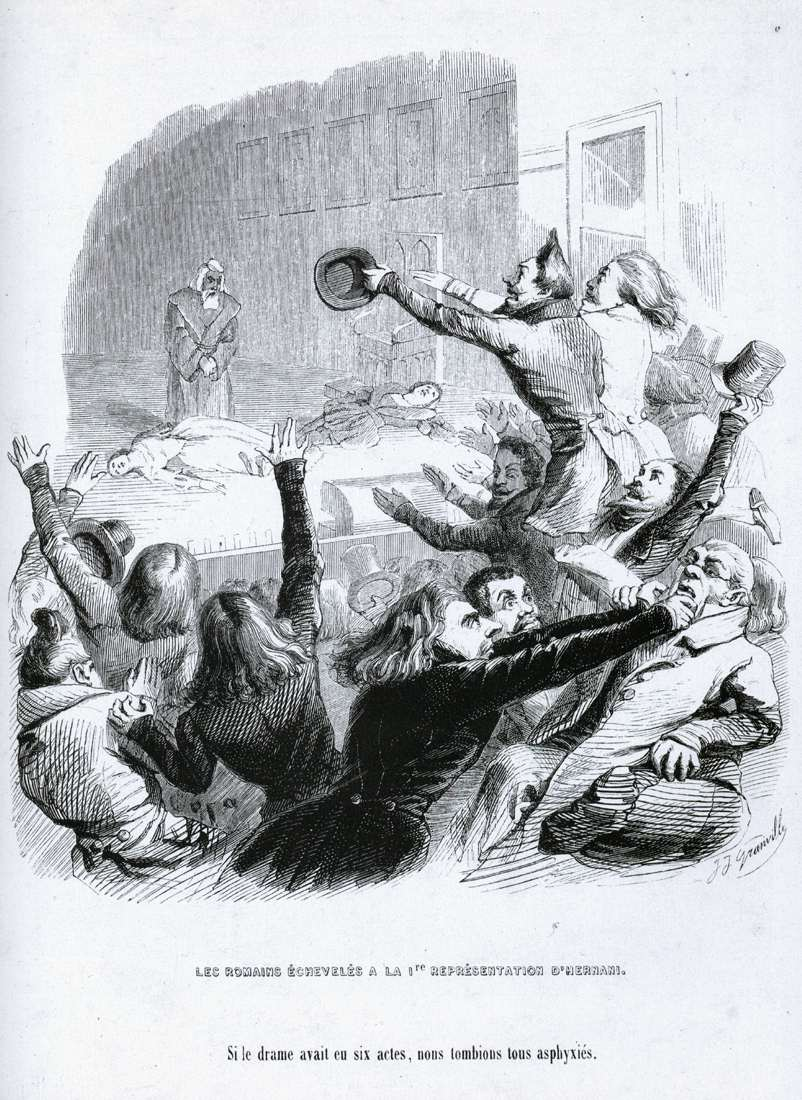
« Les Romains échevelés à la première représentation dHernani », gravure de Grandville (1836)

Les deux représentations qui suivirent eurent autant de succès : il faut dire que le baron Taylor avait prié Hugo de faire revenir sa « claque » (qui n'aurait plus à passer l'après-midi dans le théâtre), et que pas moins de six cents étudiants formaient la troupe des partisans de l'écrivain. Mais à partir de la quatrième représentation, le rapport de force s'inversa : il n'y eut plus que cent places gratuites de distribuées. Les troupes romantiques passaient de un contre trois à un contre seize. Qui plus est, le public, et notamment le public des adversaires de Hugo, connaissait mieux le texte de la pièce, et savait quand il devait siffler.
Ce public n'était pas choqué par les distorsions que Hugo faisait subir à l'alexandrin classique : l'enjambement qui fait passer l'adjectif « dérobé » au vers qui suit celui où se trouve son substantif (le fameux « escalier ») ne choqua pas autant que le prétendit Gautier. Il semblerait en effet que déjà à cette époque, le public n'entendait plus la pulsion rythmique des vers, ce qui le rendait donc incapable de se rendre compte des transgressions commises par Hugo par rapport à la versification classique. Ce qui en revanche provoquait les sarcasmes et les quolibets, c'était la trivialité des dialogues, l'usage d'un vocabulaire qui n'avait pas cours dans la tragédie classique : l'absence de périphrase dans le « vous avez froid » de doña Sol à la seconde scène de l'acte I provoquait les sifflets ; un dialogue comme « Est-il minuit ? — Minuit bientôt » entre le roi et don Ricardo (Acte II, scène 1) le consternait. La versification hugolienne donna tout de même au public l'occasion d'un énorme fou rire, à la scène 4 de l'acte I : « Oui, de ta suite, ô roi ! de ta suite ! — j'en suis », murmure un Hernani menaçant. Or, Firmin, rompu aux habitudes de la diction des vers classiques, marquait la pause à l'hémistiche. Ce qui donnait : « Oui, de ta suite, ô roi ! de ta suite j'en suis ! » Hugo fut contraint de remanier le vers.
À mesure que les jours passaient, le climat devenait de plus en plus hostile. Des mots étaient échangés dans la salle entre les partisans et les adversaires. La postérité a retenu celui du sculpteur Auguste Préault, lancé le 3 mars à l'adresse de la calvitie des vieillards qui se trouvaient devant lui. Il cria à ces hommes assez âgés pour se souvenir de la Terreur : « À la guillotine, les genoux ! » Le 10 mars, le public en vint aux mains, et la police dut intervenir. Les comédiens étaient fatigués des sifflets, des cris, des rires, des interruptions incessantes (on a pu calculer qu'ils étaient interrompus tous les douze vers, soit près de 150 fois par représentation), et interprétaient leurs rôles avec de moins en moins de conviction. Hostiles et décontenancés, « la plupart se moquent de ce qu'ils ont à dire », se plaignait Victor Hugo dans son journal à la date du 7 mars.
À l'extérieur du théâtre, on parlait aussi d'Hernani, devenu un objet de risée : « absurde comme Hernani », « monstrueux comme Hernani » étaient devenus des comparaisons courantes dans la presse réactionnaire. Mais la presse libérale n'était pas en reste : son leader, Armand Carrel, écrivit pas moins de quatre articles dans Le National pour dénoncer la monstruosité du drame hugolien, et surtout pour mettre en garde le public libéral contre les amalgames répandus par l'auteur de Cromwell : non, le romantisme n'était pas l'expression du libéralisme dans l'art, et la liberté artistique n'avait rien à voir avec la liberté politique. Ce qui dans le fond gênait Carrel, c'était le brouillage des genres opéré par l'esthétique hugolienne : lui-même considérait avec les « classiques » qu'il y avait un grand genre théâtral destiné à l'élite, la tragédie, et, pour éduquer le peuple, un genre mineur et esthétiquement moins exigeant, le mélodrame. L'idée d’Hugo de faire « un art élitaire pour tous », un théâtre en vers destiné à la fois à l'élite et au peuple, lui semblait dangereuse.
Les théâtres du boulevard, de leur côté, amusaient Paris avec leurs parodies d'Hernani : N, i, Ni ou le Danger des Castilles (amphigouri romantique en cinq actes et vers sublimes mêlés de prose ridicule), Harnali ou la Contrainte par Cor, ou encore, tout simplement, Hernani, la censure royale ayant refusé les deux premiers titres proposés : Les Nouvelles folies d'Espagne ou l'invasion des Goths, et Hernani, imité du Goth. Don Gomez y était renommé Dégommé, dona Sol Quasifol ou Parasol… Quatre pièces parodiques et trois pamphlets (dont la Lettre retrouvée par Benjamin Sacrobille, chiffonnier sous le no 47, à la tonalité ironique dirigée contre la « cafarderie littéraire », qui fut en réalité rédigé dans l'entourage d’Hugo, furent ainsi lancés dans les mois qui suivirent la première représentation du drame.
Toutes les manifestations de la querelle d'Hernani ne furent pas aussi plaisantes que ces parodies : un jeune homme fut tué dans un duel, en défendant les couleurs de la pièce de Victor Hugo.
Toutes les représentations de la pièce, durant quatre mois, furent chahutées. En juin, les représentations s'espacèrent. À la fin du mois suivant, le combat déserta le théâtre pour se poursuivre dans la rue : les Trois Glorieuses commençaient, révolution dont on a pu dire par la suite que la Bataille d'Hernani avait constitué la répétition générale.

### Bilan
Si la pièce fut un succès commercial (pas moins de 1 000 Francs de recette par représentation), si elle consacra Victor Hugo comme chef de file du mouvement romantique en même temps qu'elle en faisait la victime la plus célèbre du régime de plus en plus impopulaire de Charles X, ce succès de scandale marqua également le début d'un certain dédain des doctes pour le drame romantique en général, et pour le théâtre de Hugo en particulier. Notons toutefois l’avis de Sainte-Beuve : « La question romantique est portée, par le seul fait d’Hernani, de cent lieues en avant, et toutes les théories des contradicteurs sont bouleversées ; il faut qu’ils en rebâtissent d’autres à nouveaux frais, que la prochaine pièce de Hugo détruira encore ».
Du côté du Théâtre-Français, après l'interruption causée par la Révolution de Juillet, les comédiens se montrèrent peu pressés de reprendre les représentations d'Hernani. Estimant qu'ils les avaient interrompues trop tôt (la pièce fut arrêtée au bout de trente-neuf représentations), Hugo leur intenta un procès, et leur retira le droit de jouer Marion de Lorme, dont le nouveau régime avait levé l'interdiction qui pesait sur elle.
Victor Hugo n'en avait pourtant pas fini avec la censure, officiellement supprimée par le gouvernement de Louis-Philippe : deux ans après Hernani, Le Roi s'amuse, après une unique représentation tout aussi houleuse que celles d'Hernani, fut interdite par le gouvernement, au motif que les « mœurs [étaient] outragées ». Là encore les critiques portaient, non pas sur une versification qui aurait été particulièrement audacieuse, mais sur les partis-pris éthiques et esthétiques de la dramaturgie hugolienne, qui met sur un même pied le sublime et le trivial, le noble et le populaire, rabaissant le premier et élevant le second dans une atteinte au code socio-culturel qui fut souvent vécue par un public aristocratique ou bourgeois comme une agression. Un critique du journal légitimiste La Quotidienne le rappellerait sans détour en 1838 à l'occasion d'un autre scandale, provoqué cette fois par Ruy Blas :

« Que M. Hugo ne s'y trompe pas, ses pièces trouvent plus d'opposition à son système politique qu'à son système dramatique ; on leur en veut moins de mépriser Aristote que d'insulter les rois […] et on lui pardonnera toujours plus aisément d'imiter Shakespeare que Cromwell ».

## De la bataille à la légende

### Les créateurs du mythe
Le décalage entre la réalité des événements qui entourèrent les représentations d'Hernani et l'image qui en est demeurée est sensible : la postérité a retenu le « lion » imprononçable de mademoiselle Mars, le trognon de chou de Balzac, les coups et les insultes échangés entre « classiques » et « romantiques », « l'escalier dérobé » sur lequel trébuche le vers classique, le gilet rouge de Gautier, etc., mélange de vérité et de fiction qui rabat sur la seule date du 25 février 1830 des événements qui s'espacèrent sur plusieurs mois, et qui oublie que la première représentation du drame de Hugo fut, presque sans coup férir, un triomphe pour le chef de file de l'esthétique romantique. Qui plus est, la légende qui s'est créée autour du drame de Victor Hugo, en escamotant les « batailles » théâtrales antérieures, attribue aux événements qui se déroulèrent au premier semestre de l'année 1830 une importance largement supérieure à celle qui fut réellement la leur. Les éléments essentiels de ce « mythe d'un Grand Soir culturel » furent fixés dès le XIXe siècle par des témoins directs des événements : Alexandre Dumas, Adèle Hugo et surtout Théophile Gautier, hernaniste acharné.
Dumas évoqua la bataille d’Hernani dans ses Mémoires (1852), où l'on trouve notamment la fameuse anecdote du « lion superbe et généreux » que se refusait à prononcer Mademoiselle Mars. Lui aussi avait eu maille à partir avec la comédienne, et lui aussi, en mars 1830, rencontra des difficultés avec sa pièce Christine, qui d'abord fut censurée puis, après modifications, connut une première représentation houleuse. Le dessein de Dumas dans ses Mémoires était en fait de lier la réception des deux pièces, de faire accréditer l'idée qu'il y avait eu une « bataille de Christine » contemporaine et solidaire de la bataille d'Hernani, réduisant presque cette dernière « à une querelle entre l’auteur et les acteurs ». Choisissant de raconter les chahuts occasionnés par Christine, Le More de Venise et Hernani, et faisant de sa propre pièce le paradigme des résistances rencontrées par le mouvement romantique, il tend dans ses Mémoires à minorer le caractère marquant des événements qui entourèrent les représentations de la pièce de Hugo.
Si les anecdotes romanesques d'Alexandre Dumas s'intégrèrent rapidement à la légende de la bataille d'Hernani, c'est avec Adèle, son épouse, que celle-ci commença véritablement à prendre cette tonalité épique qui serait la caractéristique principale du récit de Gautier. Tonalité qui apparaîtrait surtout dans le texte non-expurgé de la femme du dramaturge, puisque le récit qui fut publié en 1863 sous le titre de Victor Hugo raconté par un témoin de sa vie, après relecture par le clan Hugo, en fut débarrassé, au profit d'une veine romanesque qui le situait plutôt dans la lignée de Dumas.
Mais la principale source qui contribua à fixer les images de la légende de la bataille d'Hernani, c'est chez Théophile Gautier qu'il faut l'aller chercher, plus précisément dans cette Histoire du romantisme dont l'écriture occupa les derniers mois de sa vie, en 1872. L'incipit de cette histoire y est rédigé comme suit :

« De ceux qui, répondant au cor d’Hernani, s’engagèrent à sa suite dans l’âpre montagne du Romantisme et en défendirent si vaillamment les défilés contre les attaques des classiques, il ne survit qu’un petit nombre de vétérans disparaissant chaque jour comme les médaillés de Sainte-Hélène. Nous avons eu l’honneur d’être enrôlé dans ces jeunes bandes qui combattaient pour l’idéal, la poésie et la liberté de l’art, avec un enthousiasme, une bravoure et un dévouement qu’on ne connaît plus aujourd’hui. »

La métaphore militaire et le parallèle avec Bonaparte se poursuivaient dans la suite du récit, qui faisait également la part belle au pittoresque (un chapitre entier du livre est consacré au « gilet rouge »), et qui surtout condensait en une seule soirée mémorable des événements empruntés à des représentations différentes, dans une évocation largement idéalisée des événements qui contribuerait durablement à fixer à la date du 25 février 1830 l'acte fondateur du romantisme en France.

### La légende fixée
La perception que les contemporains eurent de la pièce fut assez rapidement conditionnée par la légendaire bataille qui avait entouré sa création. Ainsi, en 1867, alors que Victor Hugo était encore en exil à Guernesey, Napoléon III leva la censure qui pesait sur les pièces de son plus célèbre opposant, et permit que fut à nouveau monté Hernani. Le public, majoritairement composé de jeunes gens qui ne connaissaient les chahuts de 1830 que par ouï-dire, applaudit bruyamment aux répliques qui avaient été sifflées (ou étaient supposées l'avoir été) en 1830, et manifesta sa réprobation lorsqu'il n'entendait pas les vers attendus (le texte joué reprenait pour l'essentiel celui de 1830, avec les modifications opérées par Hugo après les premières représentations).
Après François Coppée et son poème intitulé « La bataille d’Hernani » (1882) qui « radicalis[ait] les éléments constitutifs de la bataille », Edmond Rostand apporta sa pierre à l'édification de la légende d’Hernani, avec son poème « Un soir à Hernani : 26 février 1902 », inspiré par les récits de Gautier et de Dumas. Dès lors, l'histoire véritable des représentations de la pièce de Victor Hugo passa au second plan, remplacée par sa reconstitution hagiographico-épique : lorsqu'elle imprima pour son tricentenaire une plaquette commémorant ses grandes créations théâtrales, la Comédie-Française fit figurer à la date du 25 février 1830, non pas « Hernani - création », ainsi qu'elle l'avait fait pour d'autres pièces, mais « bataille d’Hernani ». Bataille qui fut reconstituée, par et pour des lycéens, en 2002, lors des célébrations du bicentenaire de la naissance de Victor Hugo, tandis qu'un téléfilm de Jean-Daniel Verhaeghe (sur un scénario de Claude Allègre et Jean-Claude Carrière), La Bataille d'Hernani, contribuait à donner une nouvelle vigueur au récit inspiré par les événements qui avaient entouré, cent soixante-douze ans plus tôt, la création de la pièce de Victor Hugo.

### Récits contemporains
- Alexandre Dumas, Mes Mémoires (T.5, 1852)
- Théophile Gautier, Histoire du romantisme (posthume, 1877)
- Adèle Hugo, Victor Hugo raconté par un témoin de sa vie (1863)

Des extraits consacrés à l'évocation de la bataille d'Hernani de ces trois textes, ainsi que des articles de Gautier, des lettres et des notes de Victor Hugo sur le même sujet, sont accessibles en ligne sur le site du Centre Régional de Documentation Pédagogique de l'Académie de Lille, dans un dossier réalisé par Françoise Gomez.

### Analyses contemporaines

#### Ouvrages
- Evelyn Blewer, La Campagne d'Hernani, Paris, Eurédit, 2002.
- Jean Gaudon, Hugo et le théâtre. Stratégie et dramaturgie, Paris, Éditions Suger, 1985.
- Jean-Marc Hovasse, Victor Hugo, vol. I : Avant l'exil, 1802-1851, Paris, Fayard, 2001, 1366 p. (ISBN 978-2-213-61094-8).
- Florence Naugrette, Le Théâtre romantique, Paris, Seuil, coll. « Points Essais », 2001.
- Anne Ubersfeld, Le Roman d'Hernani, Paris, Le Mercure de France, 1985.
- Anne Ubersfeld, Le Drame romantique, Paris, Armand Colin, 1999.
- Anne Ubersfeld, Le Roi et le bouffon : essai sur le théâtre de Hugo, Paris, José Corti.

#### Articles
- Jean Gaudon, « Sur "Hernani" », Cahiers de l'Association internationale des études françaises, vol.35, no 35, 1983.
- Franck Laurent, « Le drame hugolien : un "monde sans nation" ? », dans Le Drame romantique. Rencontres nationales de dramaturgie du Havre, Le Havre, éditions des Quatre-vents, 1999.
- Myriam Roman et Agnès Spiquel, « Hernani, récits de bataille » (2006), communication au Groupe Hugo de l'université de Paris 7
- Guy Rosa, « Hugo et l'alexandrin de théâtre aux années 30 : une question secondaire », Cahiers de l’Association des Études Françaises, no 52, 2000
- Jean-Marie Thomasseau, « Le théâtre et la mise en scène au XIXe siècle », in Patrick Berthier et Michel Jarrety (dir.), Histoire de la France littéraire, t. 3., Modernités, P.U.F., Quadrige, 2006.
- Jean-Marie Thomasseau, « Le vers noble ou les chiens noirs de la prose », Le Drame romantique. Rencontres nationales de dramaturgie du Havre, Le Havre, éditions des Quatre-vents, 1999.
- Anne Ubersfeld, « Le moi et l'histoire », dans Jacqueline de Jomaron, Le Théâtre en France, Paris, Le Livre de poche, 1992.
- Sylvie Vielledent, « Les Parodies d’Hernani », « Groupe Hugo » de l'Université de Paris 7,‎ 10 avril 1999, p. 1-34 (lire en ligne).

### Téléfilm
- La Bataille d'Hernani, 2002.